# 江南乡 (吉林市)
江南乡，是中华人民共和国吉林省吉林市丰满区下辖的一个乡镇级行政单位。

## 行政区划
江南乡下辖以下地区：
永庆社区、永庆村、建华村、永安村、裕民村、石井沟村、二道沟村、三佳子村、大孤佳子村、小孤佳子村、腰岭子村、兴隆村、阿什村和孟佳村。